# 東方三博士の礼拝 (ルーベンス、ルーヴル美術館)
『東方三博士の礼拝』（とうほうさんはかせのれいはい、仏: L'Adoration des mages、英: The Adoration of the Magi）は、バロック期のフランドルの巨匠ピーテル・パウル・ルーベンスが1626-1627年にキャンバスに油彩で制作した絵画である。『新約聖書』中の「マタイによる福音書」2章に記述されている東方三博士の礼拝を主題としている。本来、ブリュッセルのアノンシアード (Annonciades) 修道女会教会の主祭壇のために描かれた作品であるが、1777年にルイ16世のためにパリの画商A・J・パイエ (A. J. Paillet) により購入され、現在はパリのルーヴル美術館に所蔵されている。

## 作品
画面には、誕生したばかりの幼子イエス・キリストに敬意を表し、贈り物をするために3人の王 (マギ) が東方からやってくる場面が描かれている。3人の王は後にヨーロッパ、アフリカ、アジアを代表すると解されるようになったため、絵画では1人を黒人として表すことが多い。東方の貴人の一行の礼拝という主題は、異国情緒と華麗さの愛好を満たすために16世紀のヴェネツィア派を初めとする多くの画家たちに好まれた。また、キリスト教の称揚という内容から、対抗宗教改革後のカトリック教会の祭壇画に特に適切なものの1つとされた。
ルーベンスは、生涯でこの主題を繰り返し取り上げている。画家が50歳前後の時に描かれた本作は、聖母マリアに献身しているアノンシアード修道女会教会のために制作された。ルーベンスは1620年ごろにブラバント州の宰相ピーテル・ペック (Piter Peck) の肖像を描いたが、この絵画は彼の未亡人のバルバラから委嘱されたものである。
画面の聖母マリアの赤い服は、アノンシアード修道女会の赤い修道服を仄めかしている。ルーベンスは伝統に反し、礼拝の場面を荒廃した厩ではなく、宮殿、あるいはバロック様式の聖堂を思わせる壮大な建築物の中に設定した。イエスの慎ましやかな誕生を想起させるのは藁の寝台のみである。王たちの持参する高価な贈り物は金貨を持った器として表されている。背景には、従者たちがアーチを抜けて入ってくるのが見える。
ヴェネツィア派的な豊かな色彩が見られるこの作品は、ルーベンスの円熟した作風が最高峰にあることを示す好例である。特筆に値するのは、調和した茶、赤、黄色の色彩が3人の王の衣服や聖母の頭部、幼子イエスの裸体の白さを際立させていることで、それにより主要人物たちの役割が強調されている。

## ルーベンスの同主題作

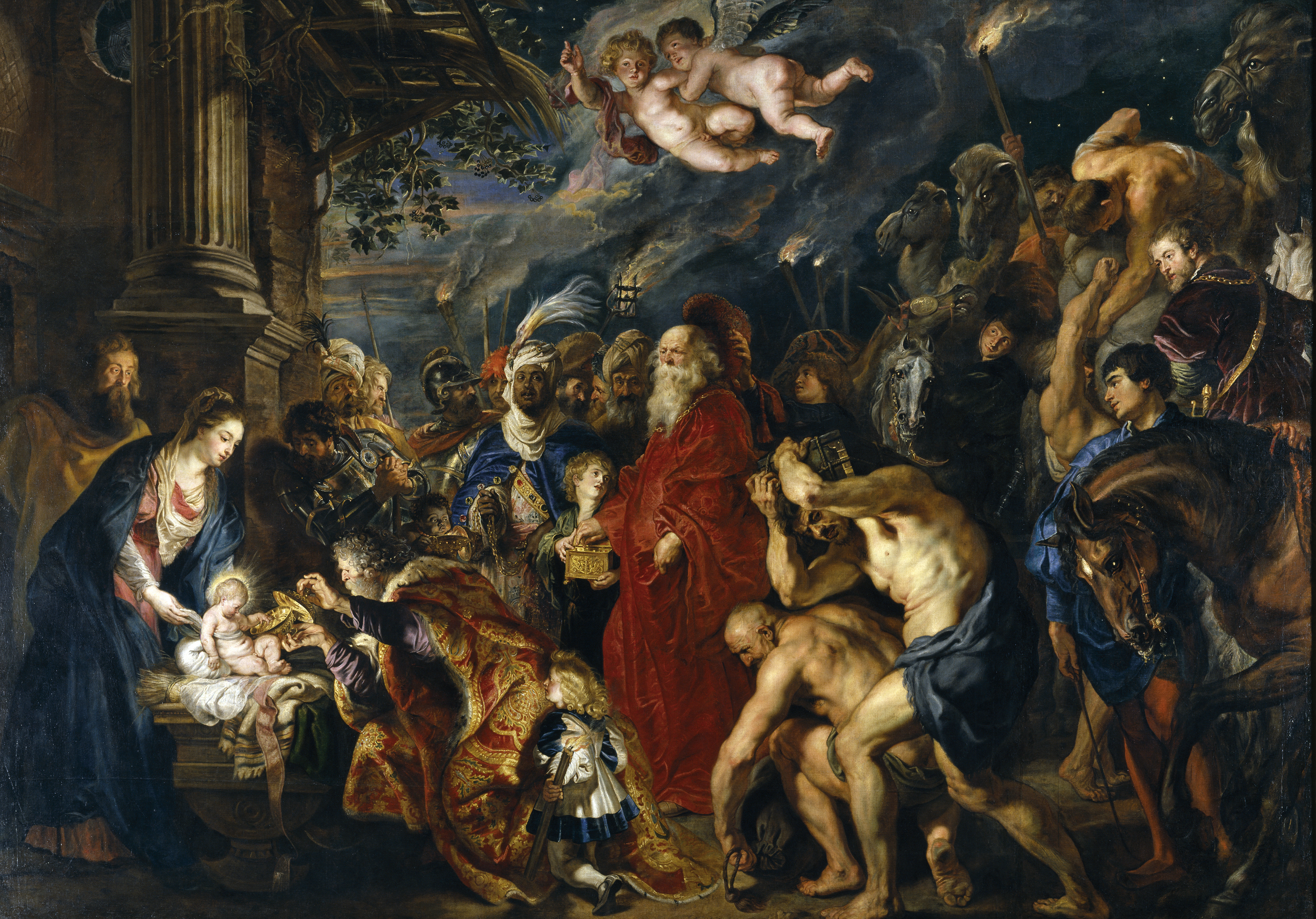
『東方三博士の礼拝』1609年 プラド美術館所蔵
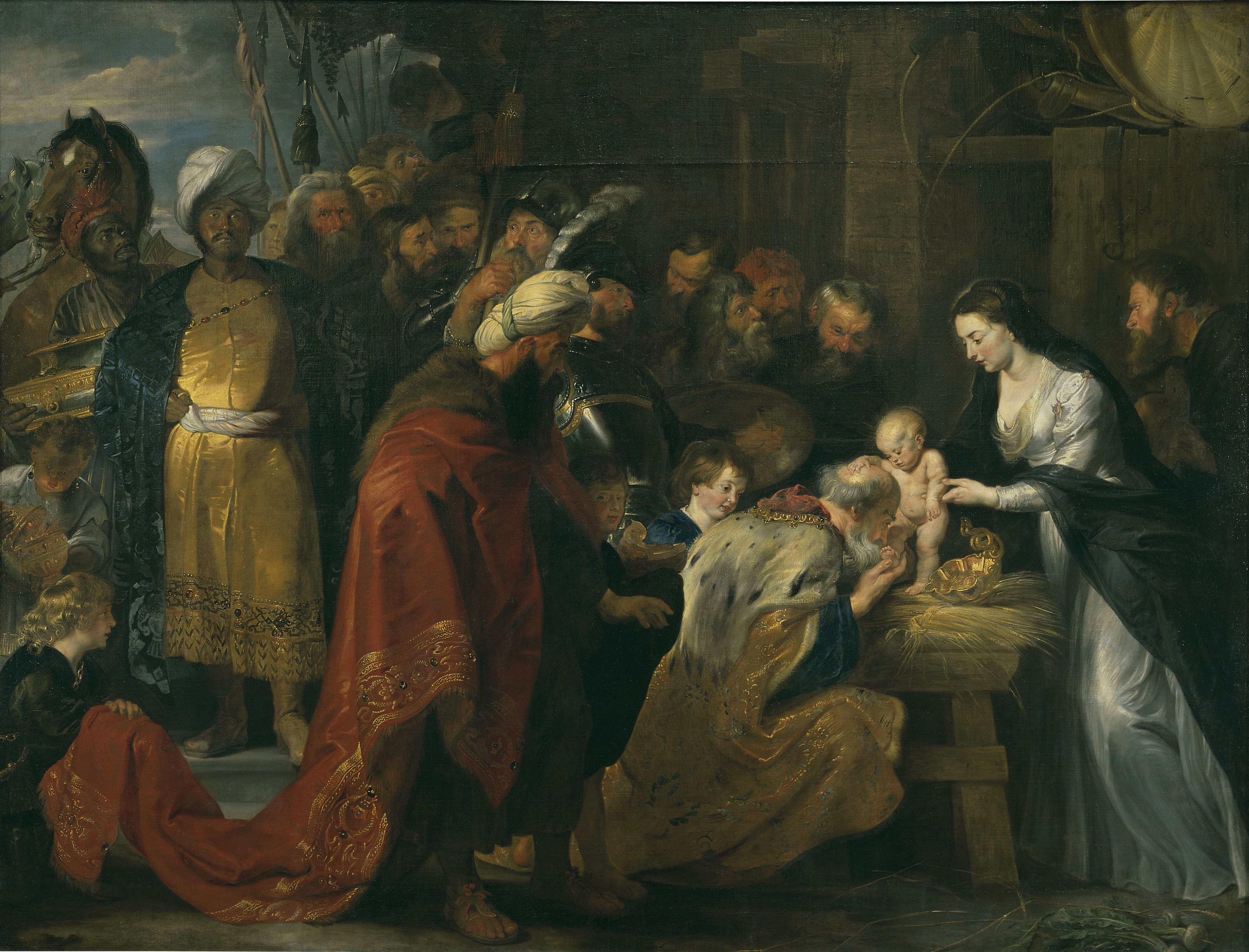
『東方三博士の礼拝』1618-1619年 リヨン美術館所蔵
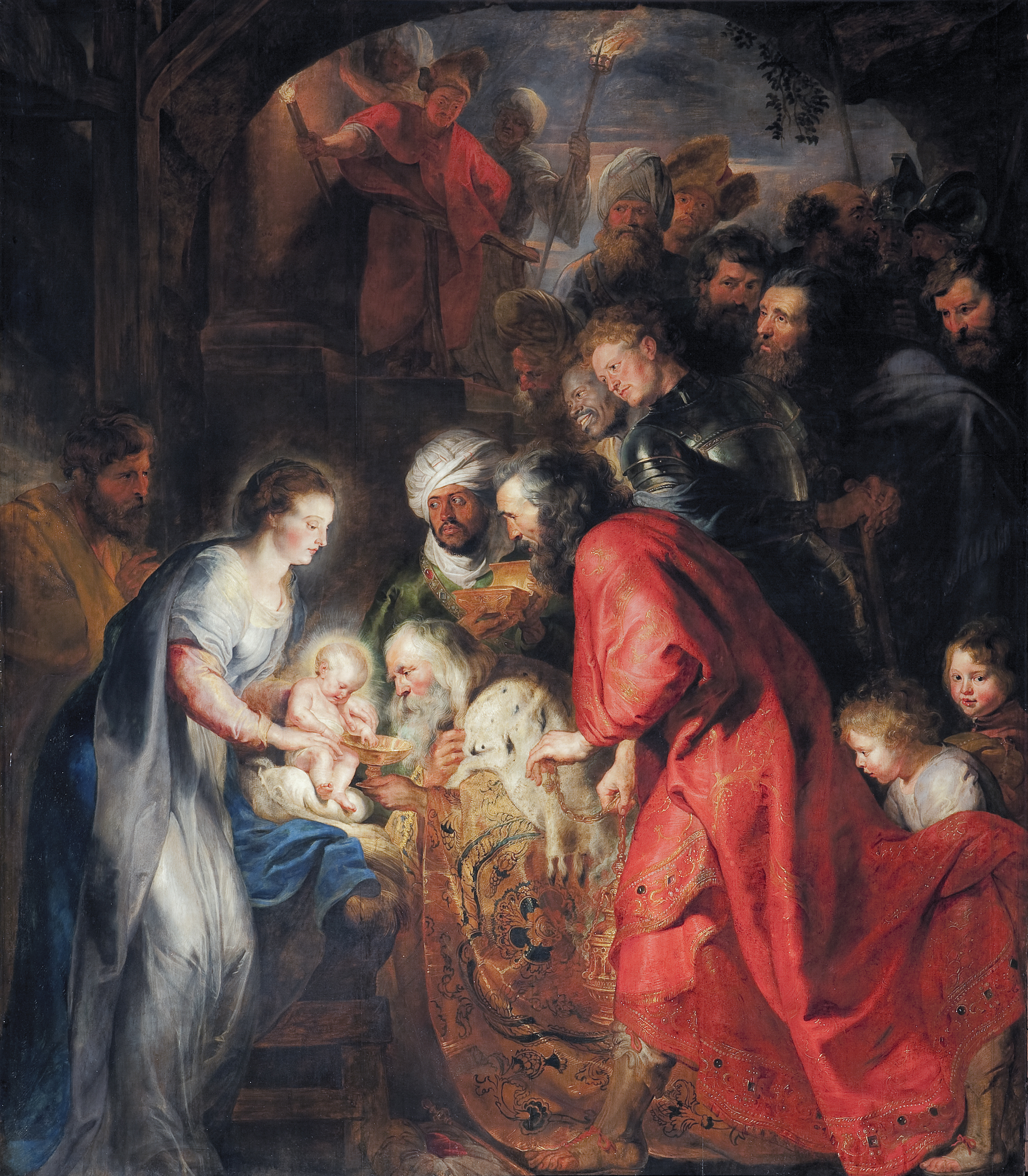
『東方三博士の礼拝』1619年 聖ヨハネ教会（オランダ語版）所蔵
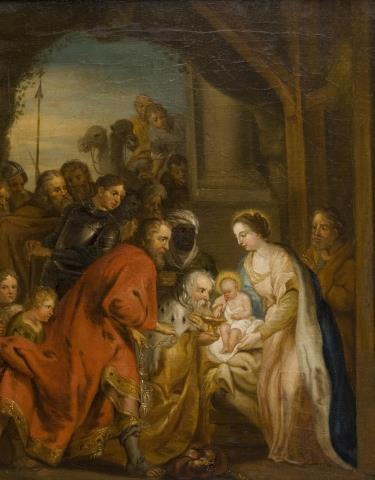
『東方三博士の礼拝』1619年以降 オークランド美術館所蔵
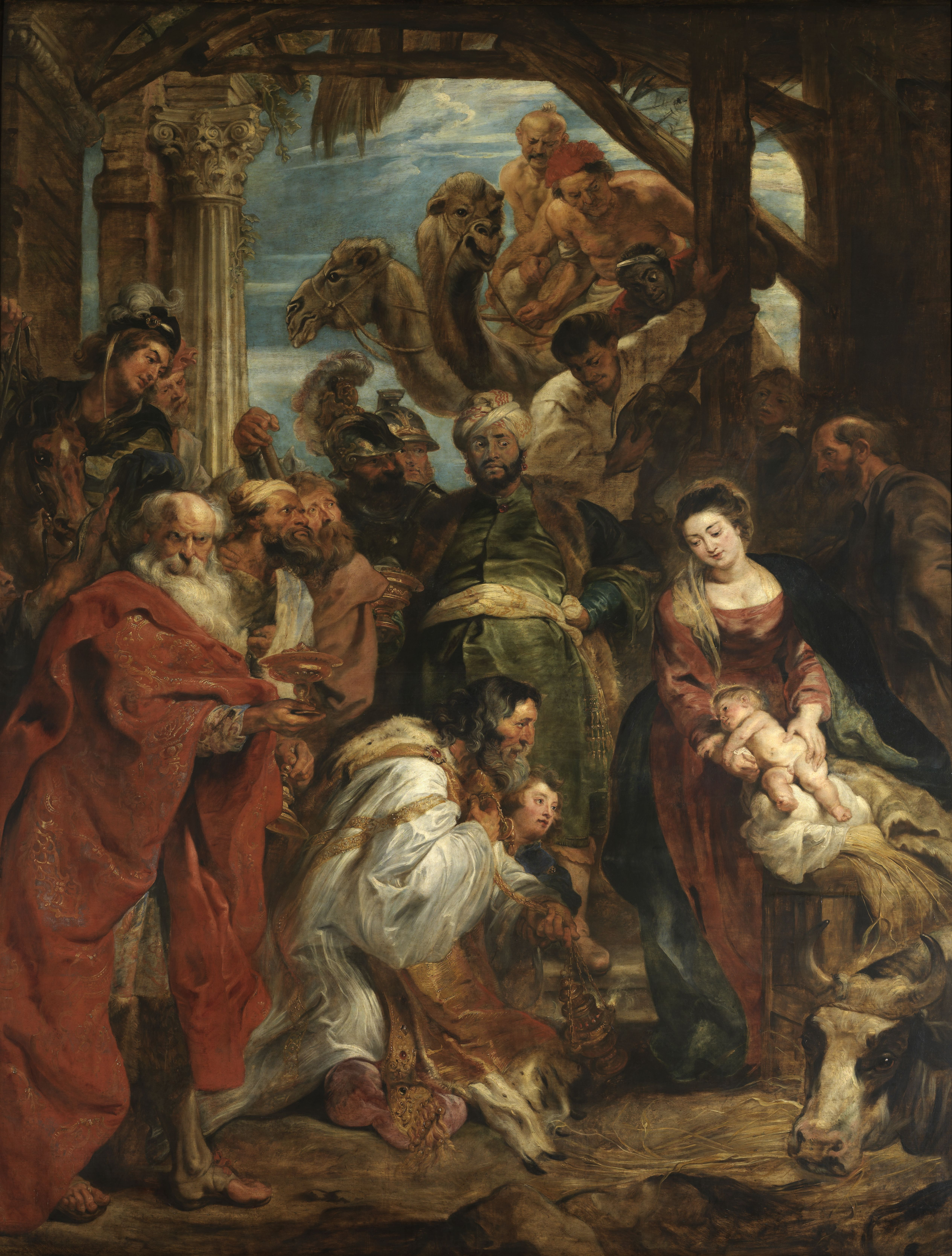
『東方三博士の礼拝』1624年 アントウェルペン王立美術館所蔵
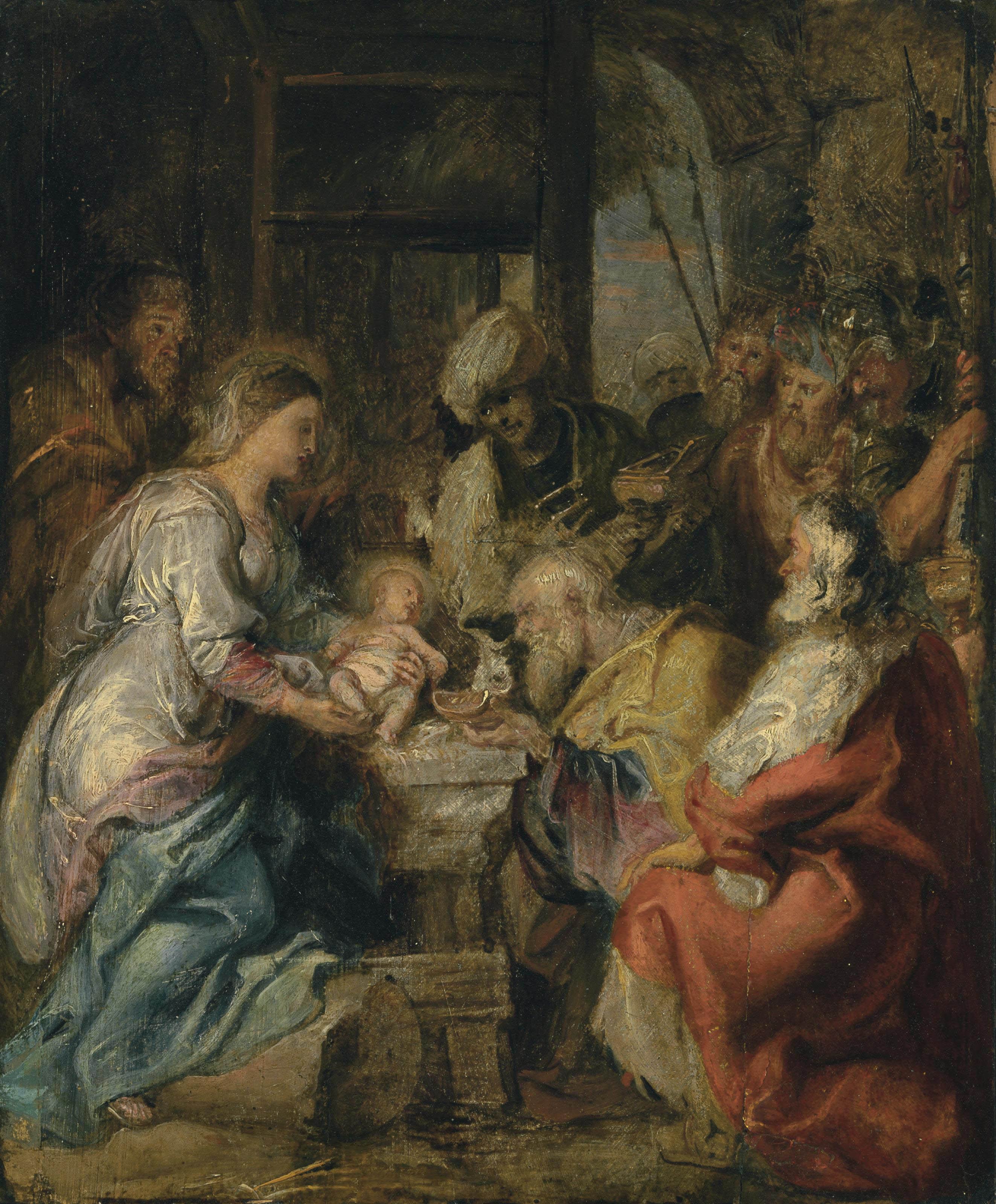
『東方三博士の礼拝』1626年ごろ 個人蔵
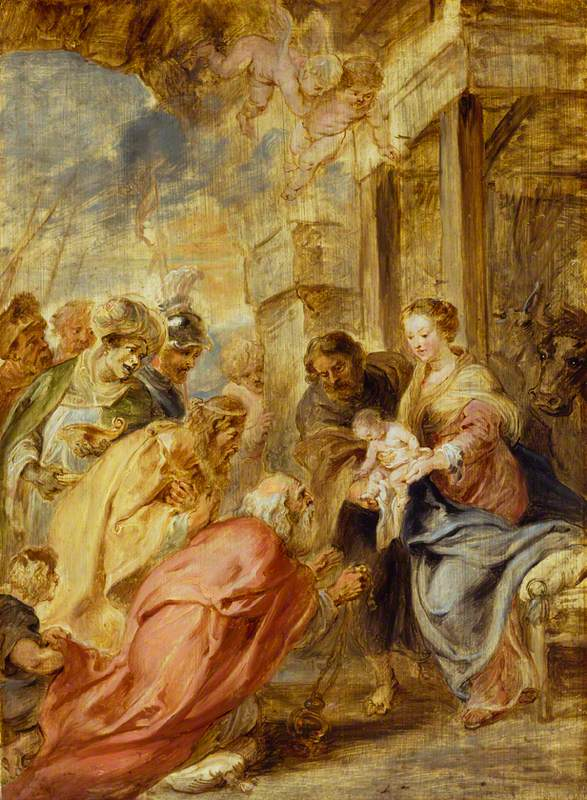
『東方三博士の礼拝』1633年ごろ ウォレス・コレクション所蔵
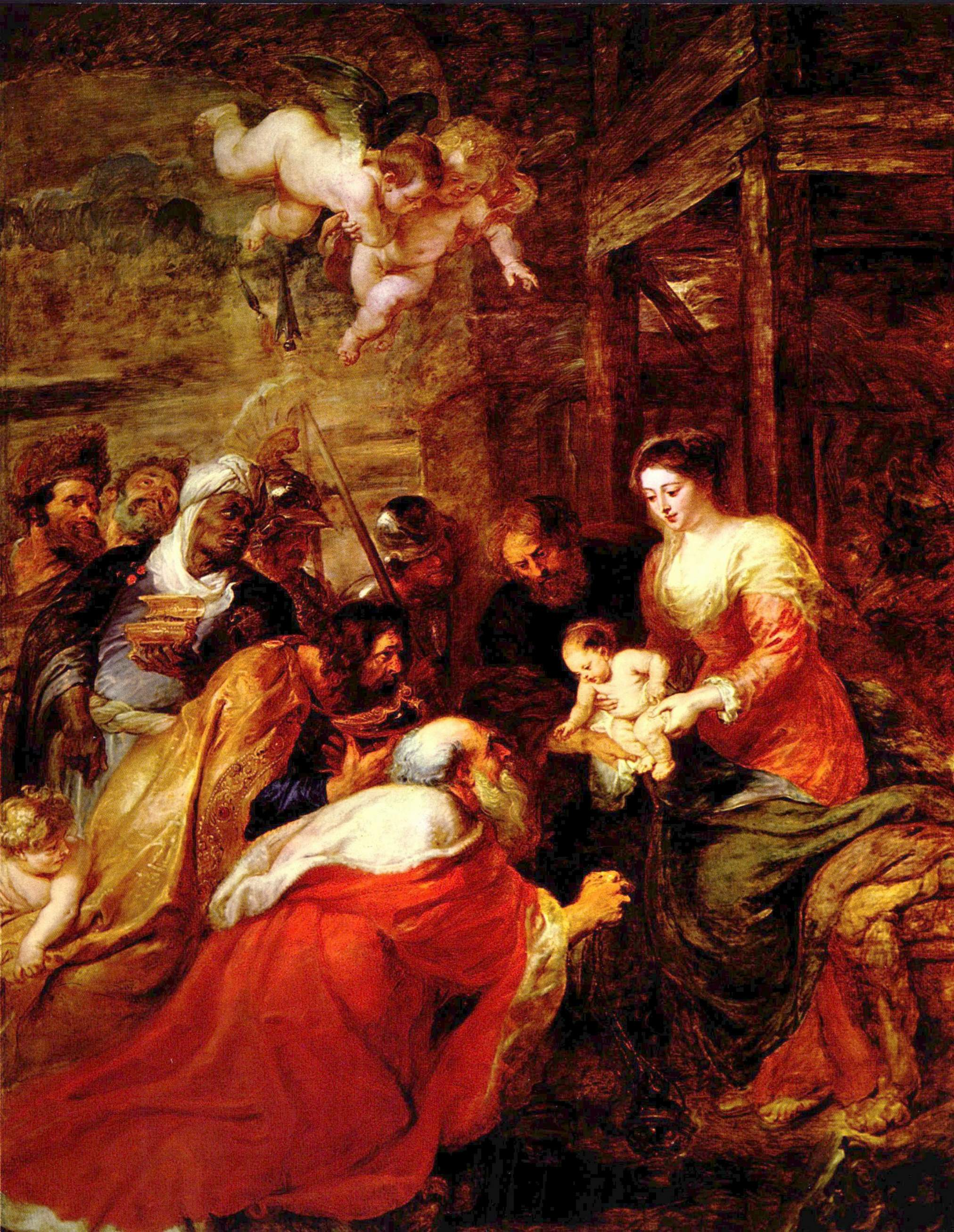
『東方三博士の礼拝』1633年-1634年 キングス・カレッジ・チャペル所蔵